# Aeschynanthus vinaceus
Aeschynanthus vinaceus är en tvåhjärtbladig växtart som beskrevs av Patrick James Blythe Woods. Aeschynanthus vinaceus ingår i släktet Aeschynanthus och familjen Gesneriaceae. Inga underarter finns listade i Catalogue of Life.